# جي. س. كاميرون
جي. س. كاميرون (بالإنجليزية: G. C. Cameron)‏ هو مغني أمريكي، ولد في 21 سبتمبر 1945.

## وصلات خارجية
- جي. س. كاميرون على موقع ميوزك برينز (الإنجليزية)
- جي. س. كاميرون على موقع ميوزك برينز (الإنجليزية)
- جي. س. كاميرون على موقع ديسكوغز (الإنجليزية)